# Gropeni
Gropeni é uma comuna romena localizada no distrito de Brăila, na região de Muntênia. A comuna possui uma área de 74.32 km² e sua população era de 3356 habitantes segundo o censo de 2007.